# Teoricón
El teoricón (en griego antiguo: τὰ θεωρικά, [tà theoricà]) era, en la Antigua Atenas, el nombre de un fondo estatal utilizado para subvencionar con dinero a los ciudadanos pobres para que pudieran asistir a los espectáculos públicos durante las festividades.

## Historia
Según algunas fuentes antiguas, el fondo fue creado en el siglo V a. C. probablemente a propuesta de Pericles. Plutarco atribuye al estadista ateniense la creación de estos fondos con los que se daba una subvención de dos óbolos a los más pobres para que pudieran pagarse la entrada a las representaciones teatrales de las Dionisias. Esta afirmación de Plutarco ha sido discutida: según Eberhard Ruschenbusch este fondo lo creó Eubulo en el siglo IV a. C. H. T. Wade-Gery opina que la fuente de Plutarco pudo ser Teopompo, y Meinhardt que Filócoro.
Con el tiempo, el subsidio público se convirtió en un arma política en manos de los demagogos; en ocasiones el subsidio fue distribuido en las fiestas sin espectáculos y después fue elevado a tres óbolos por Agirrio en el 395 a. C. Recolectado a los aliados de la  Confederación de Delos, en un primer tiempo fue administrado por los helenotamías, y más tarde por los tamías.
Hacia el año 350 a. C., Eubulo creó un colegio especial de diez magistrados asignados al tesoro. Desde el siglo IV a. C., el teoricón estaba constituido con el excedente del presupuesto estatal, reducido a expensas de los gastos en armamento. Su gestión creó grandes contrastes entre los partidarios del «partido de la paz», liderado por Eubulo, quien necesitaba mantenerlo con vida, y el partido antimacedonio, dirigido por Demóstenes, quien retenía dichas sumas, y en lugar de destinarlas a los espectáculos y las fiestas, las dedicó a la inminente guerra contra Filipo II de Macedonia. La Primera Filípica de Demóstenes está dedicada propiamente a apoyar esta tesis. En 339 a. C. el teoricón fue suspendido por Demóstenes, quien hizo afluir el excedente del tesoro al fondo de guerra administrado por los tamías. Fue suprimido definitivamente en la época de la hegemonía macedónica (siglo III a. C.)